# Зелёненький (Самарская область)
Зелёненький — посёлок в Волжском районе Самарской области в составе сельского поселения Воскресенка. 

## География
Находится на юго-западе района на расстоянии менее 6 километров на юго-восток от села Воскресенка, центра сельского поселения.

## Население
Постоянное население составляло 340 человек (русские 81%) в 2002 году, 417 в 2010 году.